# 打田マサシ
打田 マサシ（うちだ　まさし）は、タイムリーオフィス所属の俳優、声優。イベント司会、ナレーション、テレビリポーターなど、活動は多岐にわたる。妖怪検定上級所持。

## 出演

### テレビアニメ
2016年
- おくさまが生徒会長!+!

2017年
- 喧嘩番長 乙女 -Girl Beats Boys-（綾野部鋼）
- 王様ゲーム The Animation（古澤翼）

2018年
- Cutie Honey Universe（キャスター）
- 京都寺町三条のホームズ（生庵）
- 走り続けてよかったって。（湊の友人、生徒7〈男〉、生徒4〈男〉）
- 漢詩・漢文の世界

2019年
- 魔王様、リトライ!（サタニスト隊長A）
- トライナイツ（ラグビー部員）

2024年
- キン肉マン 完璧超人始祖編（リングアナ）

### 劇場アニメ
- カラフル忍者いろまき（2016年、アナウンサー[3]）
- バースデーワンダーランド（2019年）
- キミだけにモテたいんだ（2019年）
- 劇場版 Fate/stay night [Heaven's Feel] III.spring song（2020年、ニュースキャスター）
- デッドデッドデーモンズデデデデデストラクション（2024年、出歯島） - 後章

### 外画
- リブートガーディアンコード（2018年、netflix）
- キリングフェイス（2018年）

### OVA
- だんちがい（2015年、銭湯の客たち）- BD/DVD特典映像テレビ未放映第13話

### ゲーム
- 超銀河秘球コズミックボール
- 鬼斬もばいる
- アサシンクリード　ミラージュ　(2023)

### CD
- 鬼のずんぼらぶー 〜そこのけもののけ事件帖番外編（主役）
- ようこそタイムリー502号室へ

### ナレーション
- 「プレイステーションネットワーク」（SONY）PV
- 野球盤3Dエース（エポック社）
- 野球盤3Dエース スタンダード（エポック社）
- 野球盤3Dエース オーロラビジョン（エポック社）
- スーパーマリオストライクエアホッケーW's（エポック社）
- スーパーマリオストライクエアホッケーATTACK（エポック社）
- スーパーマリオ ぶっ飛び！タワーゲーム（エポック社）
- 「WAO! English BEAT」（ワオ・コーポレーション）
- グリーンランド

### ドラマ
- NHK「タイムスクープハンター」SP
- 妖ばなし （TOKYO MX）
  - 第22話「袖引小僧」(2018年3月3日) - 石妖、家鳴
  - 第26話「ぬらりひょん」(2018年3月31日) - 山田厳
- 『地面師たち』　(2024年　Netflix)　Episode7

### 映画
- 『S -最後の警官- 奪還 RECOVERY OF OUR FUTURE』（2015）
- 『とう　と　きょう　TO&KYO』（2017年[4]）
- シティーハンター　(2024年　Netflix)

### CM
- 大正製薬「ナロンエースR」
- めちゃコミック
- ゼリア新薬「ヘパリーゼ錠剤」
- エポック社「野球盤3Dエース」「野球盤3Dエース オーロラビジョン」
- ブリヂストン「タイヤ館」タイヤの妖精（声）
- Panasonic「ラムダッシュパームイン」
- 明治「からだ応援団」
- マジック・ザ・ギャザリング

### テレビ番組
- JCN千葉エリア「月刊エコ専」リポーター
- TBS「もてもてナインティナイン」
- フジテレビ「痛快TVスカッとジャパン」

### ラジオ
- 文化放送 「吉田照美ソコダイジナトコ」内“ソコフシギナセカイ”ゲスト出演 (2012)
- 文化放送 「高木美保 close to you」ゲスト出演(2012)
- ポッドキャスト「妖怪百鬼ラジオ」

### 舞台・朗読
- さいふうめいプロデュース「ITラプソディ」（2008）
- ニッポン放送「RO-DOKU音戯草子2012『99のなみだ〜涙がこころを癒す〜朗読会』
- 「RO-DOKU音戯草子2013」
- 「RO-DOKU音戯草子2014」
- 劇団東京JMS「スタヂオアパートメント」
- 妖怪百声物語〜第一夜〜
- 妖怪百声物語〜第二夜〜
- 妖怪百声物語〜第三夜〜
- 妖怪百声物語〜第四夜〜
- 妖怪百声物語〜第五夜〜
- 劇団YKJ公演「妖怪百劇物語　〜イミチ〜」CHARADE ASAGAYA （2016年、佐々木[5]）
- 劇団YKJ公演「妖怪百劇物語　〜7FUSHIGI〜」CHARADE ASAGAYA （2017年、森林[6]）
- LEVELS「無礼講intotheRoom」下北沢シアター711（2017年）
- LIVEDOGプロデュース「ファントム・チューニング　～調霊探偵・四十万八十二の事件簿～」新宿村LIVE（2017年、野槌神ぬらりひょん[7]）
- 妖　語りす譚（2019）
- 朗読「温故知新」（2019）
- 劇団虚幻癖「ゴーストミックス４」中野ザ・ポケット(2020)
- 第二回勢いありすぎーず朗読劇「マイノリティ・アソート」(2022)
- 第二回勢いありすぎーず朗読劇「ブルーマウンテン・ファミリー」(2022)
- 復刻 舞台 増田こうすけ劇場 ギャグマンガ日和 〜奥の細道 地獄のランウェイ編〜（2025上演予定）[8][9]

### イベント
- 2010調布市水木しげるフォーラム「妖怪漫画の世界を語る〜鬼太郎の街・調布から〜」
- 日本テレビ　トランスフォーマー博　TRANSFORMERS　EXPO
- 妖怪たちのいるところ
- 2018 FIFAワールドカップ　バドワイザーパブリックビューイングパーティ（MC）